# モナステローロ・ディ・サヴィリアーノ
モナステローロ・ディ・サヴィリアーノ（伊: Monasterolo di Savigliano）は、イタリア共和国ピエモンテ州クーネオ県にある、人口約1,400人の基礎自治体（コムーネ）。

## 地理

### 位置・広がり

#### 隣接コムーネ
隣接するコムーネは以下の通り。
- カヴァッレルマッジョーレ
- ルッフィーア
- サヴィリアーノ
- スカルナフィージ

#### 地震分類
イタリアの地震リスク階級 (it) では、3 に分類される
。